# 22-я пехотная дивизия (Российская империя)
22-я пехотная дивизия — пехотное соединение Русской императорской армии. С 1877 года входила в 1-й армейский корпус.
Штаб дивизии:
- Выборг (1807);
- Тавастгус (1820);
- Гельсингфорс (1828);
- Або (1861)
- Гельсингфорс (1863);
- Новгород (1866);
- Новгород (1914).

## История
В период с 1809 года по 1864 год части дивизии располагались в Великом княжестве Финляндском, с дивизионным штабом в городе Гельсингфорс.
В 1846 году, при 22-й пехотной дивизии для её подпрапорщиков и унтер-офицеров из вольноопределяющихся уроженцев Великого княжества Финляндского Российской империи для того, чтобы дать им возможность изучать русский язык и военные науки на русском языке была учреждёна военная школа, позже переформированная в Гельсингфорсское пехотное юнкерское училище.
В 1864 году дивизия была передислоцирована в Новгородскую губернию.

### Наименования
За свою историю формирование имело следующие наименования:
- 28.06.1807 — 20.05.1820 — 21-я пехотная дивизия;
- 20.05.1820 — 09.08.1833 — 23-я пехотная дивизия;
- 09.08.1833 — 03.07.1835 — 19-я пехотная дивизия;
- 03.07.1835 — 20.02.1845 — 21-я пехотная дивизия;
- 20.02.1845 — хх.хх.1918 — 22-я пехотная дивизия.

### Боевые действия
- Дивизия — активная участница Первой мировой войны, в частности, Нарочской операции 1916 г.[2]

## Состав
- 1-я бригада (Новгород)
  - 85-й пехотный Выборгский Императора Германского Вильгельма II полк
  - 86-й пехотный Вильманстрандский полк
- 2-я бригада (Новгород)
  - 87-й пехотный Нейшлотский полк
  - 88-й пехотный Петровский полк
- 22-я артиллерийская бригада (Новгород)

## Командование дивизии и командиры бригад
(Командующий в дореволюционной терминологии означал временно исполняющего обязанности начальника или командира. Должности начальника дивизии соответствовал чин генерал-лейтенанта, и при назначении на эту должность генерал-майоров они оставались командующими до момента своего производства в генерал-лейтенанты).

### Начальники дивизии
- 28.06.1807 — 16.08.1807 — генерал от кавалерии Обресков, Александр Васильевич
- 16.08.1807 — 16.11.1809[3] — генерал-лейтенант князь Багратион, Пётр Иванович
  - 14.04.1808 — 21.08.1808 — командующий генерал-лейтенант Раевский, Николай Николаевич
  - 21.08.1808 — 27.11.1809 — командующий генерал-майор фон Миллер, Андрей Логгинович
- 27.11.1809 — 06.10.1817 — генерал-майор (с 30.08.1816 генерал-лейтенант) Демидов, Николай Иванович
  - 07.01.1810 — 15.03.1810 — командующий генерал-майор Сазонов, Иван Терентьевич
  - 28.10.1811 — 28.04.1812 — командующий генерал-майор Алексеев, Илья Иванович
- 06.10.1817 — 25.03.1819[4] — генерал-майор Маслов, Андрей Тимофеевич
- 06.04.1819 — 27.04.1830 — генерал-майор (с 22.08.1826 генерал-лейтенант) Теслев, Александр Петрович
  - 01.05.1824 — 01.09.1824 — командующий генерал-майор Ридингер, Александр Карлович
- 27.04.1830 — 06.10.1831 — генерал-лейтенант Штевен-Штейнгель, Александр Христианович
- 06.10.1831 — 03.07.1835 — генерал-лейтенант Петерсен, Иван Фёдорович
- 28.07.1835 — 10.01.1843 — генерал-майор (с 06.12.1840 генерал-лейтенант) Эттер, Павел Васильевич
- 21.01.1843 — 25.04.1846 — генерал-майор (с 06.12.1844 генерал-лейтенант) Мандерштерн, Август Егорович
- 25.04.1846 — 06.12.1848 — генерал-лейтенант Ширман, Фёдор Карлович
- 06.12.1848 — 26.02.1855 — генерал-лейтенант де Юнкер, Александр Логгинович
- 26.02.1855 — 18.02.1862 — генерал-майор (с 30.08.1857 генерал-лейтенант) фон Вендт, Александр Иванович
- 18.02.1862 — 16.08.1869 — генерал-майор (с 30.08.1863 генерал-лейтенант) Шернваль, Карл Андреевич
- 16.08.1869 — 17.04.1879 — генерал-майор (с 17.04.1870 генерал-лейтенант) Риман, Карл Фёдорович
- 17.04.1879 — 09.04.1889 — генерал-лейтенант Раух, Оттон Егорович
- 09.04.1889 — 13.07.1892 — генерал-майор (с 30.08.1889 генерал-лейтенант) Радзишевский, Пётр Иванович
- 07.08.1892 — 27.09.1897 — генерал-лейтенант Латур-де-Бернгард, Владимир Андреевич
- 05.10.1897 — 02.10.1901 — генерал-лейтенант Бармин, Александр Савельевич
- 15.11.1901 — 23.10.1904 — генерал-майор (с 06.12.1902 генерал-лейтенант) Аффанасович, Виктор Константинович
- 23.12.1904 — 01.09.1905 — генерал-лейтенант Кутневич, Николай Борисович
- 12.09.1905 — 07.07.1906 — командующий генерал-майор Новиков, Владимир Михайлович
- 07.07.1906 — 14.12.1908 — генерал-майор (с 22.04.1907 генерал-лейтенант) Артамонов, Леонид Константинович
- 13.02.1909 — 30.05.1912 — генерал-лейтенант Олохов, Владимир Аполлонович
- 30.05.1912 — 30.07.1912 — генерал-лейтенант Зайончковский Андрей Медардович
- 30.07.1912 — 06.10.1914 — генерал-лейтенант Душкевич, Александр Александрович
- 06.10.1914 — 11.12.1914 — генерал-лейтенант Марков, Сергей Дмитриевич
- 11.12.1914 — 29.10.1916 — генерал-майор (с 12.02.1915 генерал-лейтенант) Шишкин, Михаил Иванович
- 29.10.1916 — 22.08.1917 — командующий генерал-майор Усов, Адриан Владимирович
- 10.09.1917 — 23.10.1917 — командующий генерал-майор Радус-Зенкович, Лев Аполлонович

### Начальники штаба дивизии
Должность начальника штаба дивизии введена 1 января 1857 года.
- 08.02.1857 — 07.08.1864 — подполковник (с 30.08.1860 полковник) Стренг, Андрей Оттонович
- 07.08.1864 — 01.04.1866 — полковник Клачков, Александр Петрович
- 11.04.1866 — 26.06.1868 — полковник Риттих, Александр Фёдорович
- 26.06.1868 — 15.10.1876 — подполковник (с 20.04.1869 полковник) Бобриков, Николай Иванович
- 15.10.1876 — 08.05.1879 — полковник Дембовский, Леонид Матвеевич
- 08.05.1879 — 10.02.1884 — полковник Якубовский, Иван Иосифович
- 27.02.1884 — 01.08.1890 — полковник Биргер, Александр Карлович
- 04.08.1890 — 21.03.1892 — полковник Ломиковский, Николай Владиславович
- 23.03.1892 — 24.03.1894 — полковник Швембергер, Иосиф Фёдорович
- 28.03.1894 — 31.10.1899 — полковник Кедров, Вонифатий Александрович
- 04.12.1899 — 13.12.1902 — полковник Апухтин, Александр Николаевич
- 03.02.1903 — 11.03.1905 — полковник Кольшмидт, Виктор Брунович
- 11.03.1905 — 02.11.1911 — подполковник (с 02.04.1906 полковник) Черепенников, Алексей Иванович
- 27.09.1912 — 26.03.1914 — полковник Режепо, Пётр Александрович
- 31.03.1914 — 09.11.1914 — полковник Пфингстен, Адольф Фердинандович
- 16.01.1915 — 19.08.1915 — полковник Буравцев, Михаил Александрович
- 02.10.1915 — 20.01.1916 — и. д. полковник Сыртланов, Равиль Шах-Айдарович
- 30.01.1916 — 27.01.1917 — полковник Кригер, Оскар-Густав-Александр Филиппович
- 01.02.1917 — хх.хх.хххх — полковник Склодовский, Виталий Каэтанович

### Командиры 1-й бригады
В период с начала 1857 года по 30 августа 1873 года должности бригадных командиров были упразднены.
После начала Первой мировой войны в дивизии была оставлена должность только одного бригадного командира, именовавшегося командиром бригады 22-й пехотной дивизии.
- 31.08.1847 — 11.12.1851 — генерал-майор Богаевский, Венедикт Григорьевич
- 11.12.1851 — 31.01.1857 — генерал-майор Чекмарёв, Дмитрий Иванович
- 30.08.1873 — 29.11.1873 — генерал-майор Гартонг, Николай Павлович
- 04.12.1873 — 24.05.1892 — генерал-майор барон Врангель, Владимир Людвигович
- 04.06.1892 — 18.07.1895 — генерал-майор Бутенко, Семён Иванович
- 19.07.1895 — 04.06.1899 — генерал-майор Ватропин, Александр Иванович
- 23.06.1899 — 20.06.1900 — генерал-майор Игнатьев, Николай Петрович
- 03.08.1900 — 12.09.1905 — генерал-майор Новиков, Владимир Михайлович
- 03.07.1905 — 30.09.1905 — временный командующий генерал-майор Штегельман, Михаил Иванович
- 17.04.1906 — 28.11.1907 — генерал-майор Славочинский, Адам Иванович
- 04.12.1907 — 11.12.1910[5] — генерал-майор Раевский, Владимир Александрович
- 30.12.1910 — 06.03.1913 — генерал-майор Михельсон, Александр Александрович
- 10.03.1913 — 26.05.1915 — генерал-майор Сивицкий, Пётр Николаевич
- 05.06.1915 — хх.хх.хххх — генерал-майор Солерс, Дмитрий Иванович

### Командиры 2-й бригады
- 06.06.1817 — 01.01.1819[6] — генерал-майор Маслов, Андрей Тимофеевич
  - 06.10.1817 — 01.01.1819 — полковник Кузьмин, Александр Яковлевич
- 01.01.1819 — 07.03.1830[7]— генерал-майор Спальдинг, Фёдор Борисович
- 20.03.1830 — 03.07.1835[8] — генерал-майор Эттер, Павел Васильевич
- 28.07.1835 — 06.12.1850 — полковник (с 10.09.1835 генерал-майор) Сверчков, Дмитрий Фёдорович
- 06.12.1850 — 26.02.1855 — генерал-майор фон Вендт, Александр Иванович
- 26.02.1855 — 22.01.1857[9] — генерал-майор Грунт, Егор Егорович
- 30.08.1873 — 29.03.1881 — генерал-майор Данилов, Василий Павлович
- 29.03.1881 — 23.12.1881 — генерал-майор Васильев, Николай Михайлович
- 23.12.1881 — 04.05.1888 — генерал-майор барон Зедделер, Николай Логгинович
- 01.06.1888 — 04.06.1892[10] — генерал-майор Бутенко, Семён Иванович
- 04.06.1892 — 26.05.1893 — генерал-майор Поливанов, Матвей Михайлович
- 26.05.1893 — 23.07.1899 — генерал-майор Оржевский, Владимир Васильевич
- 05.08.1899 — 21.04.1903 — генерал-майор Паруцкий, Василий Игнатьевич
- 28.04.1903 — 19.04.1904 — генерал-майор Романенко, Иван Андреевич
- 02.05.1904 — 09.03.1905 — генерал-майор Фриш, Матвей Николаевич
- 09.03.1905 — 14.06.1905 — генерал-майор Марков, Сергей Дмитриевич
- 28.06.1905 — 02.07.1906 — генерал-майор Данильчук, Александр Арсеньевич
- 07.07.1906 — 20.09.1908 — генерал-майор Ловцов, Сергей Петрович
- 24.11.1908 — 19.07.1914 — генерал-майор Станкевич, Адам Юрьевич

### Помощники начальника дивизии
В период с 28 марта 1857 по 30 августа 1873 года помощники начальника дивизии фактически являлись бригадными командирами.
- 22.01.1857 — 19.07.1861 — генерал-майор Грунт, Егор Егорович
- 02.08.1861 — 18.02.1862 — генерал-майор Алексеев, Пётр Александрович
- 02.04.1862 — 04.08.1864 — генерал-майор Самсонов, Гавриил Петрович
- 04.08.1864 — хх.хх.1867 — генерал-майор Карякин, Александр Егорович
- хх.хх.1867 — 23.10.1867 — генерал-майор Набель, Владимир Генрихович
- 23.10.1867 — 30.08.1873[11] — генерал-майор Гартонг, Николай Павлович

### Командиры 22-й артиллерийской бригады
Номер в наименовании артиллерийской бригады изменялся параллельно с номером пехотной дивизии, к которой бригада была приписана.
До 1875 г. должности командира артиллерийской бригады соответствовал чин полковника, а с 17 августа 1875 г. — чин генерал-майора.
- 30.08.1807 — 17.09.1808 — полковник (с 16.03.1808 генерал-майор) Бельгард, Александр Александрович
- 17.09.1808 — 06.10.1809 — полковник Козен, Пётр Андреевич
- 06.10.1809 — 05.03.1812 — полковник Третьяков, Николай Иванович
- 23.03.1812 — 31.08.1813 — полковник (с 27.05.1813 генерал-майор) Гине, Яков Егорович
- 31.08.1813 — 02.05.1816 — полковник Магденко, Михаил Сёменович
- 02.05.1816 — 06.07.1816 — подполковник Аргун, Григорий Давыдович
- 24.03.1817 — 21.04.1826 — полковник Дувинг, Александр Андреевич
- 12.06.1826 — 09.06.1832 — полковник Яковлев, Александр Васильевич
- 22.02.1834 — 03.03.1835 — полковник Яковлев, Александр Васильевич
- 05.05.1835 — 03.07.1835 — полковник фон Ререн, Фёдор Карлович

3 июля 1835 г. бригада, называвшаяся в тот момент 19-й, была расформирована, личный состав был направлен на усиление гарнизонной артиллерии в Великом княжестве Финляндском.
Вновь сформирована в составе дивизии 3 ноября 1863 г. из артиллерийских батарей, размещенных в Финляндии.
- 02.12.1863 — 04.11.1876 — полковник (с 20.04.1869 генерал-майор) Полубояринов, Порфирий Николаевич
- 13.01.1877 — 29.07.1879 — генерал-майор Энгель, Владимир Александрович
- 29.07.1879 — 11.07.1885 — генерал-майор Моллер, Николай Фёдорович
- 21.07.1885 — 14.02.1896[14] — генерал-майор Лимантов, Павел Матвеевич
- 01.04.1896 — 09.04.1901 — генерал-майор Гольмдорф, Николай Густавович
- 09.04.1901 — 13.02.1904 — генерал-майор Осипов, Николай Васильевич
- 03.03.1904 — 17.11.1904 — полковник Потоцкий, Павел Платонович
- 30.11.1904 — 21.11.1907 — полковник (с 06.12.1906 генерал-майор) Лехович, Владимир Андреевич
- 21.11.1907 — 29.11.1912[15] — генерал-майор Златарский, Стефан Николаевич
- 29.11.1912 — 12.05.1916 — генерал-майор Ивашинцов, Николай Васильевич
- 12.05.1916 — 17.10.1917 — полковник (с 06.12.1916 генерал-майор) Гладков, Пётр Дмитриевич
- 22.10.1917 — хх.хх.хххх — генерал-майор Ольшановский, Роман Славомирович